# 피어리스 (2020년 영화)
《피어리스》(영어: Fearless)는 2020년에 공개한 캐나다의 영화이다.

## 캐스팅

### 주연
- 야라 샤히디 : 멜라니 역 (목소리)
- 마일스 로빈스 : 라이드 역 (목소리)
- 드웨인 웨이드 : 프라이빗 웨이드 역 (목소리)

### 조연
- 팻 조 : DJ 역 (목소리)
- 레욘 아주부이크 : 프라이빗 로니 역 (목소리)